# XXX Korpus Armijny (III Rzesza)
XXX Korpus Armijny – korpus piechoty Wehrmachtu,  uczestniczył w agresji na Polskę, Francję i Grecję oraz ataku na Związek Radziecki. 
Jednostka została sformowana 26 sierpnia  1939 roku w Brunszwiku. Uczestniczyła w 1939 roku w agresji na Polskę, w 1940 roku na Francję, a w 1941 roku na Grecję. W czasie agresji na Grecję XXX KA wchodził w skład  12 Armii i brał udział w ataku na linię Metaksasa bronioną przez armię grecką. Również w 1941 roku XXX KA brał udział w ataku na Związek Radziecki, prowadząc walki z Armią Czerwoną na terytorium ZSRR do 1944 roku. 
W czasie ataku na ZSRR, XXX KA składał się z niemieckiej 198 DP oraz rumuńskich: 8 DP, 13 DP i 14 DP. Dowodził korpusem gen. Hans von Salmuth. W czasie odwrotu z przyczółka nikopolskiego nad Dnieprem poniósł dotkliwe straty, a zniszczony został  w sierpniu 1944 roku na terytorium Rumunii, w rejonie Kiszyniowa. Po odtworzeniu XXX KA m.in. z LXV Korpusu do Zadań Specjalnych został skierowany do Holandii, celem walki z aliantami zachodnimi. 

## Dowódcy
- gen. Otto Hartmann do 25.03.1941
- gen. por. Eugen Ott 25.03.1941 - 10.05.1941
- gen. płk Hans von Salmuth 10.05.1941 - 27.12.1941
- gen. Maximilian Fretter-Pico 27.12.1941 - 4.07.1944
- gen. Philipp Kleffel 4.07.1944 - 16.07.1944
- gen. por. Georg-Wilhelm Postel 16.07.1944 - do zniszczenia korpusu w sierpniu 1944

po odtworzeniu korpusu w październiku 1944 roku:
- gen. por. Erich Heinemann 26.10.1944 - 15.11.1944
- gen. por. Joachim von Treskow 15.11.1944 - 23.11.1944
- gen. por. Friedrich-Wilhelm Neumann 23.11.1944 - 16.12.1944
- gen. Philipp Kleffel 16.12.1944 - 25.04.1945
- gen. por. Arnold Burmeister 25.04.1945 - do kapitulacji 8.05.1945[6]

## Struktura organizacyjna
Skład w 1941 roku:
- 198 Dywizja Piechoty
- 8 Dywizja Piechoty (rumuńska)
- 13 Dywizja Piechoty (rumuńska)
- 14 Dywizja Piechoty (rumuńska)

Skład w sierpniu 1942 roku:
- 24 Dywizja Piechoty
- 28 Dywizja Piechoty
- 72 Dywizja Piechoty

Skład w czerwcu 1944 roku:
- 15 Dywizja Piechoty
- 257 Dywizja Piechoty
- 306 Dywizja Piechoty
- 384 Dywizja Piechoty